# 우주선

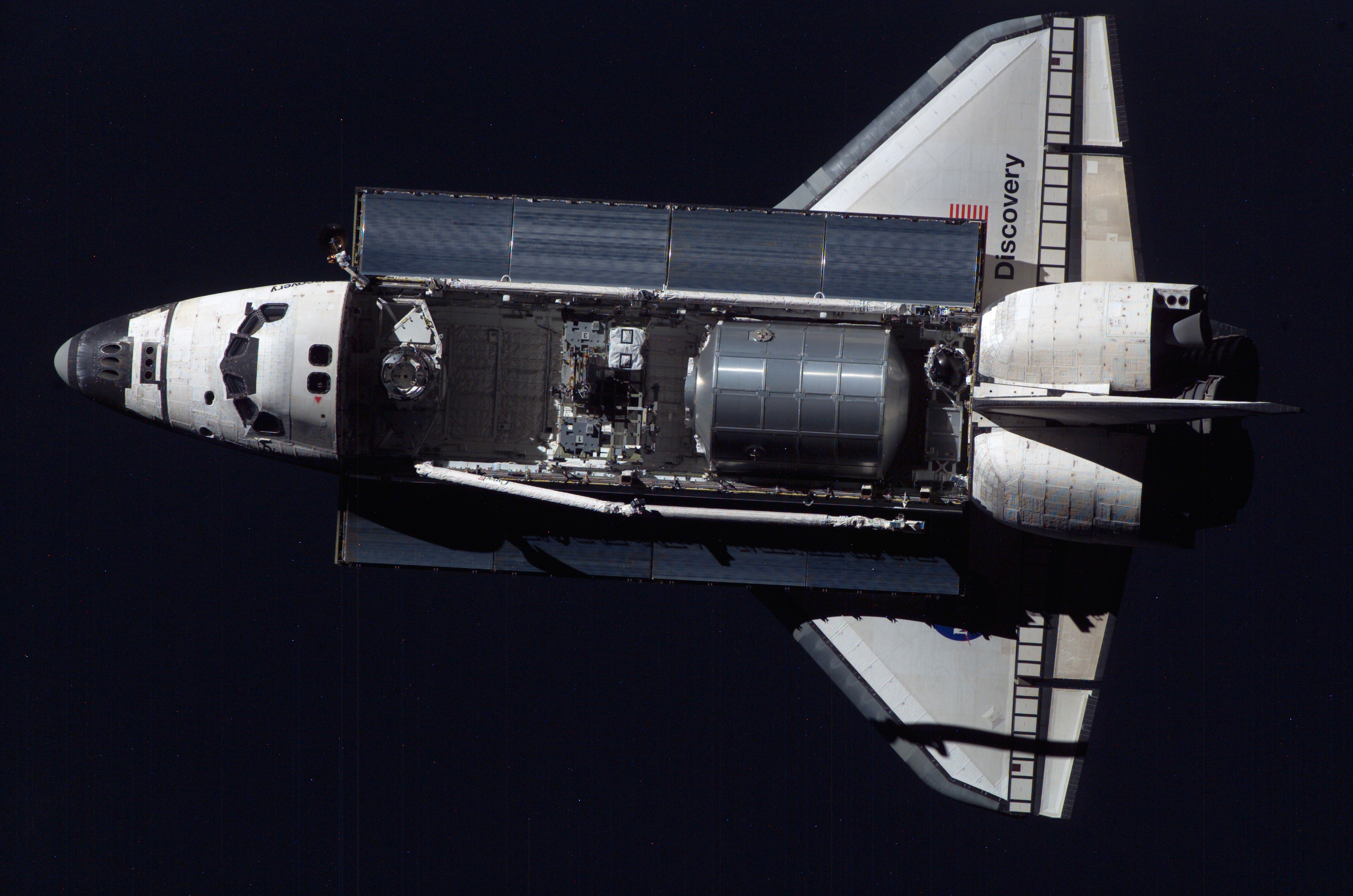
국제 우주정거장에서 바라본 디스커버리 우주왕복선

우주선(宇宙船)은 우주를 다니도록 만들어진 탈것 또는 장치이다. 준궤도 우주비행에서 우주선은 우주에 진입하여 궤도를 도는 일이 없이 행성(통상 지구)의 표면으로 돌아온다. 궤도 우주비행에서는 우주선은 행성 주위로 원을 이루는 궤도에 들어선다. 유인 우주비행을 위한 우주선은 승무원 또는 승객들을 내부에 실어나를 수 있다. 로봇의 우주 임무를 위한 우주선은 자율적으로 또는 원격 조종으로 운영된다. 행성에 접근하는 로봇 우주선은 우주 탐사선이라 부른다. 행성의 궤도에 남는 로봇 우주선은 '인공위성'이 된다. 행성간 여행을 위한 성간 우주선은 실제로 존재한다.
우주선은 통신, 지구 관측, 기상, 내비게이션, 행성 탐사, 우주 여행 등 다양한 용도에 상용. 우주선과 우주 여행은 공상과학 소설에서 흔한 소재가 된다.

## 구성 요소
우주선은 자세 측정 및 제어(ADAC, ADC 또는 ACS), 유도장치, 항법장치와 제어장치(GNC , GN&C), 통신 및 데이터 처리(CDH, C&DH), 온도조절장치(TCS), 추진장치, 본체 등의 장치들을 포함할 수 있다. 
- 생명유지장치
- 자세 제어장치
- 항법장치
- 통신 및 자료처리
- 동력
- 온도 제어
- 추진
- 구조
- 적재화물
- 발사체
- 지상 관제소
- 작용 반작용

## 같이 보기
- 미확인 비행 물체